# Росс Каунти
«Росс Ка́унти» (англ. и скотс Ross County F.C.) — шотландский футбольный клуб из города Дингуолл, выступающий в Шотландском Премьершипе. Основан в 1929 году. Домашние матчи проводит на стадионе «Виктория Парк», вмещающем 6310 зрителей. Главным достижением «Росс Каунти» является выход в финал Кубка Шотландии в сезоне 2009/10.

## История
Клуб был образован в 1929 году после  слияния местных клубов из Футбольной лиги Северной Каледонии  «Дингуолл Виктория Юнайтед» и «Дингуолл Tисл» под названием «Росс Каунти». Играя в Лиге Хайленда с 1929 года, команда выиграла чемпионат трижды: сначала в 1967, затем в 1991 и 1992 годах. 11 января 1994 года «Росс Каунти» был принят в Шотландскую футбольную лигу.
В начале сезона 1994–95 Шотландская футбольная лига была реструктурирована на четыре уровня, и после голосования 11 января 1994 года было выделено два места в новом третьем дивизионе с 10 клубами. В результате голосования «Росс Каунти» набрал 57 голосов. К нему присоединился новый клуб, сформированный в результате слияния двух команд «Инвернесс Каледониан Тисл», набравший 68 голосов.
В 1998–99 годах «Росс Каунти» стали чемпионами третьего дивизиона и, таким образом, перешли во второй дивизион, где заняли третье место. Это привело к переходу в первый дивизион благодаря реорганизации Лиги, когда Премьер-лига была расширена с десяти до двенадцати клубов. После семи сезонов в первом дивизионе «Росс Каунти» выбыл  обратно во второй в 2006–07 годах. Победив в втором дивизионе в 2007–08 годах, команда снова вернулась в высшую лигу. «Росс Каунти» завершил свой первый сезон в первом дивизионе на 8-м месте.
Тренером до октября 2005 года был бывший наставник «Инвернесс Каледониан Тисл» и  «Хартс» Джон Робертсон. Он покинул клуб 24 октября 2005 года из-за разногласий с президентом клуба по ряду принципиальных вопросов. Гарднер Спайерс, бывший тренер «Абердина», был назначен временным менеджером, но он тоже ушел в апреле 2006 года. Директор по футболу Джордж Адамс взял на себя временную обязанность тренера до 18 апреля 2006 года, когда был назначен бывший игрок  «Мазервелл» Скотт Лейтч. «Росс Каунти» выиграл свой первый общенациональный трофей, шотландский Кубок вызова, в ноябре 2006 года. Лейтч, выиграв Кубок вызова, но потеряв место в элите, ушел в отставку в конце сезона 2006–07, почти ровно через год после своего назначения. Бывший менеджер  «Партик Тисл» Дик Кэмпбелл был объявлен его заменой в мае 2007 года. Однако, после хороших результатов во втором дивизионе, Кэмпбелл и правление «Росс Каунти» решили расстаться 2 октября 2007 года. Дерек Адамс (сын Джорджа Адамса) занял пост и.о.тренера и был утвержден в качестве постоянного месяц спустя, после того как команда продолжила показывать хорошую форму. «Росс Каунти» снова вышел в финал шотландского Кубка вызова в 2008 году. Они играли с «Эйрдри Юнайтед» на «МакДиармид Парк» . В отличие от событий двухлетней давности, клуб проиграл в серии пенальти.  «Росс Каунти» также дошел до финала Challenge Cup в апреле 2011 года, в котором они обыграли Королеву Юга 2–0.
В ноябре 2010 года Дерек Адамс ушел из команды на должность помощника тренера Колина Колдервуда в  «Хиберниан» . Бывший игрок «Селтика» Уилли Макстей был назначен в ноябре 2010 года. Срок пребывания в должности Макстея был недолгим - всего 9 игр. Джимми Колдервуд был назначен до конца сезона 2010-11 гг. В мае 2011 года было объявлено, что Дерек Адамс вернется в качестве менеджера.
23 марта 2010 года они победили клуб Шотландской премьер-лиги  «Хиберниан» со счетом 2–1 в матче четвертьфинала Кубка Шотландии вдома на «Виктория-Парк».  В полуфинале они играли с «Селтиком» в субботу 10 апреля 2010 года. «Росс Каунти» выиграл 2-0 на  «Хэмпден Парк» и вышел в финал Кубка Шотландии впервые в своей истории.
В финале 15 мая 2010 года «Росс Каунти » проиграл 0–3  «Данди Юнайтед» на «Хэмпден-Парк» в Глазго. Матч наблюдали более 17 000 фанатов команды.
«Росс Каунти» обеспечил повышение в шотландскую Премьер-лигу 10 апреля 2012 года, когда их ближайший соперник по титулу  «Данди» не смог победить  
«Куин оф зе Саут». «Росс Каунти» расстался с Джорджем и Дереком Адамсом 28 августа 2014 года после неудачного начала кампании 2014–2015 годов . Джим Макинтайр был назначен тренером 9 сентября 2014 года, а Билли Доддс был его помощником. 13 марта 2016 года «Росс Каунти» выиграл свой первый в истории главный трофей , когда они победили «Хиберниан» 2-1 в финале Кубка шотландской лиги. В сезоне 2017–18 гг. команда вылетела в низшую лигу.
Клуб обеспечил возвращение в шотландскую премьер-лигу после победы дома над «Куин оф зе Саут» со счетом 4:0 26 апреля 2019 года, выиграв чемпионат первой лиги.

## Стадион команды
«Виктория Парк» имеет большую вместимость, чем всё население Дингуолла. Однако в графстве Росс и Кромарти, где проживает более 60 000 человек, клуб пользуется большой популярностью и поддержкой. Самое большое количество зрителей, которые когда-либо смотрели матч на «Виктория Парк», составила 8000 человек на матче Кубка Шотландии между Росс Каунти и Рейнджерс в феврале 1966 года. Доходы от этого матча помогли профинансировать строительство южной трибуны.

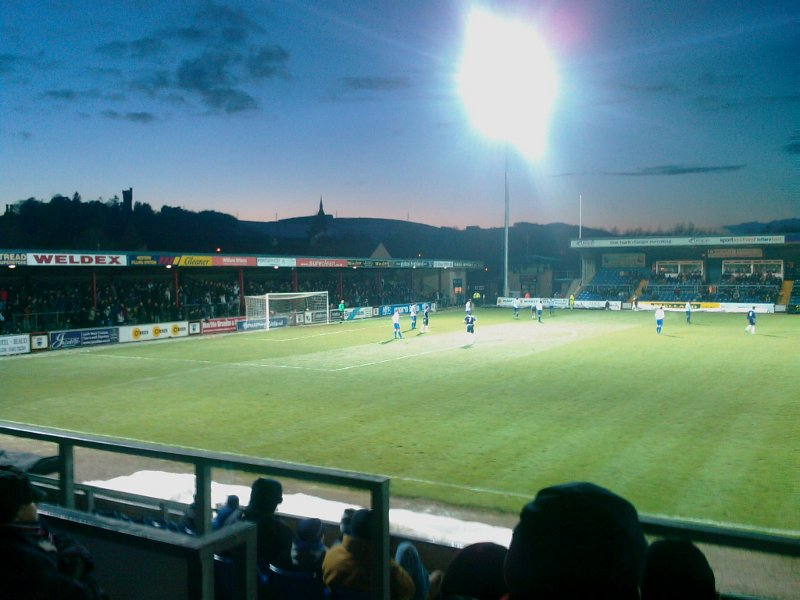
Виктория Парк

 «Виктория Парк» был самым северным стадионом в шотландской премьер-лиге до 2000 года. Весной и летом 2012 года арена была отремонтирована для соответствия критериям шотландской Премьер-лиги. Это включало установку сидений на южной трибуне, строительство новой северной трибуны, установку подогрева поля и оборудование дополнительной парковки. «Виктория Парк» был переименован в стадион «Глобал Энерги» в честь компании, основанной председателем правления клуба Роем МакГрегором, в июле 2012 года.
Всего есть четыре трибуны: западная (главная трибуна) и восточная находятся по обе стороны от поля, северная трибуна, где размещаются болельщики команды гостей, и южная трибуна расположены за воротами. На восточной и западной трибунах есть помещения для корпоративного приема гостей и ложи для руководителей.

## Достижения
- Кубок шотландской лиги:
  - Победитель (1): 2015/16
- Кубок Шотландии:
  - Финалист (1): 2009/10.

Футбольная лига Шотландии
- Первый дивизион:
  - Победитель (2): 2011/12,2018/19.
- Второй дивизион:
  - Победитель (1): 2007/08.
- Третий дивизион:
  - Победитель (1): 1998/99.
- Кубок вызова
  - Победитель (2): 2006/07, 2010/11
  - Финалист (2): 2004/05, 2008/09

## Форма

### Домашняя
| 2010/11 | 2011/12 | 2012/13 | 2013/14 | 2014/15 | 2015/16 | 2016/17 | 2017/18 | 2018/19 | 2019/20 | 2020/21 |
| 2021/22 | 2022/23 | 2023/24 |         |         |         |         |         |         |         |         |

### Гостевая
| 2010/11 | 2011/12 | 2012/13 | 2013/14 | 2014/15 | 2015/16 | 2016/17 | 2018/19 | 2019/20 | 2020/21 | 2021/22 |
| 2022/23 |         |         |         |         |         |         |         |         |         |         |

Источники:,